# Sibylle Häring
Sibylle Häring (* 7. November 2000) ist eine Schweizer Leichtathletin, die im Mittel- und Langstreckenlauf sowie im Hindernislauf antritt.

## Sportliche Laufbahn
Erste internationale Erfahrungen sammelte Sibylle Häring bei den 2016 erstmals ausgetragenen Jugendeuropameisterschaften in Tiflis, bei denen sie im 2000-Meter-Hindernislauf in 6:58,77 min den zehnten Platz belegte. Im Jahr darauf erreichte sie bei den U20-Europameisterschaften in Grosseto in 10:49,51 min Rang 13 über die 3000-Meter-Distanz, und 2018 schied sie bei den U20-Weltmeisterschaften in Tampere mit 10:38,85 min im Vorlauf aus. 2019 wurde sie bei den U20-Europameisterschaften im schwedischen Borås Fünfte und stellte dabei mit 10:24,54 min einen neuen U20-Landesrekord auf. Im Dezember erreichte sie bei den Crosslauf-Europameisterschaften in Lissabon nach 14:35 min Rang acht in der U20-Wertung. 2021 gelangte sie bei den U23-Europameisterschaften in Tallinn mit 10:16,94 min auf Rang neun im Hindernislauf, und im Jahr darauf wurde sie bei den Crosslauf-Europameisterschaften 2022 in Turin nach 21:39 min 29. im U23-Rennen. 2023 belegte sie bei der 1. Liga der Team-Europameisterschaft im Rahmen der Europaspiele in Chorzów in 10:04,02 min den neunten Platz im Hindernislauf. Anschliessend belegte sie bei den World University Games in Chengdu in 10:06,13 min den siebten Platz, und im Dezember wurde sie bei den Crosslauf-Europameisterschaften in Brüssel nach 36:51 min 27. im Einzelrennen.
2017 wurde Häring Schweizer Hallenmeisterin im 3000-Meter-Lauf.

## Persönliche Bestleistungen
- 1500 Meter: 4:23,67 min, 27. Juni 2021 in Langenthal
  - 1500 Meter (Halle): 4:33,03 min, 21. Januar 2017 in Sindelfingen
- 3000 Meter: 9:31,53 min, 19. Juni 2021 in Cluj-Napoca
  - 3000 Meter (Halle): 9:47,58 min, 19. Februar 2017 in Magglingen
- 5000 Meter: 16:48,82 min, 11. September 2020 in Basel
- 2000 m Hindernis: 6:42,92 min, 13. Mai 2018 in Pliezhausen
- 3000 m Hindernis: 9:54,98 min, 27. Mai 2023 in Oordegem